# Carl Seffner

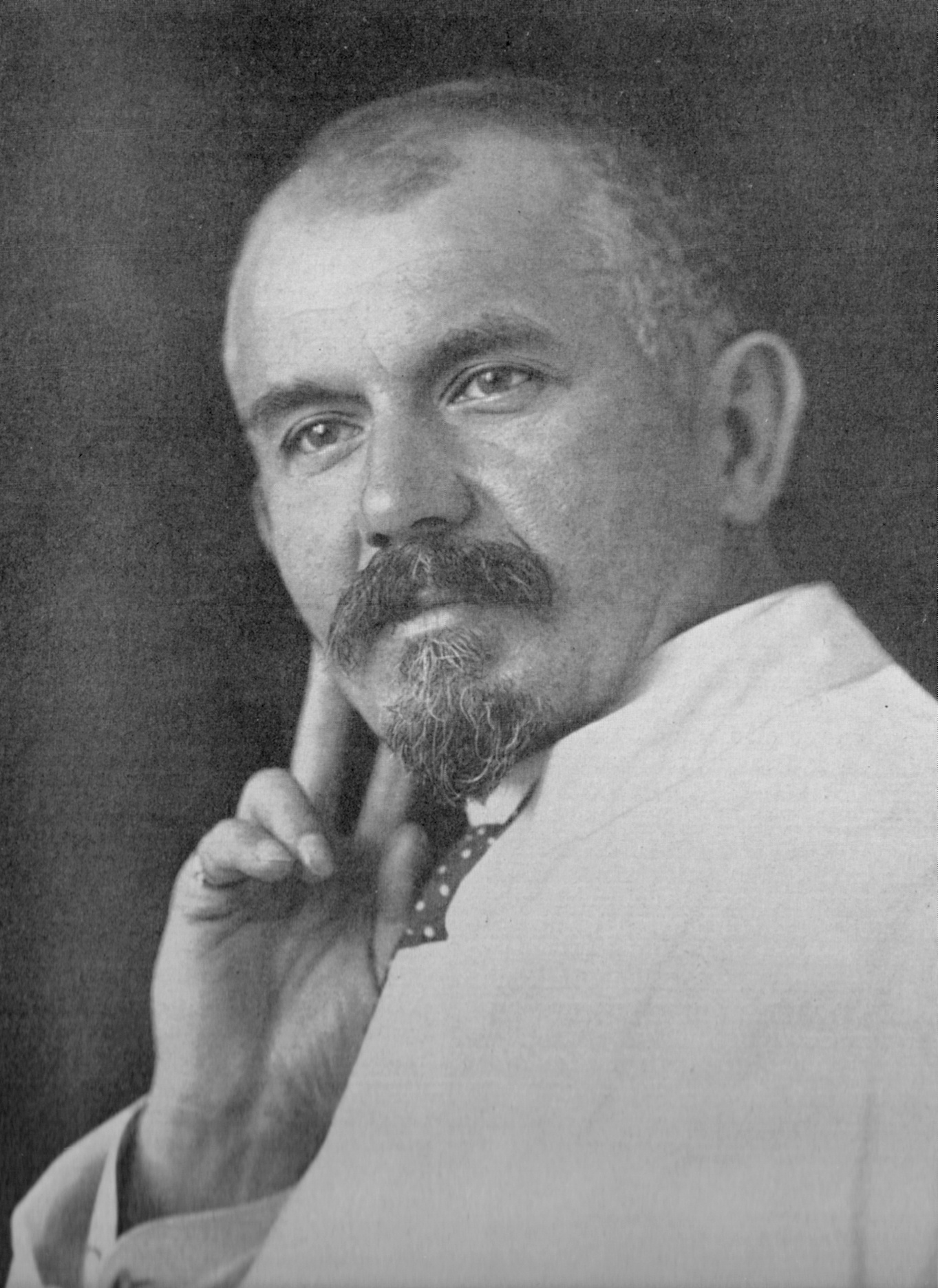
Carl Seffner (1911)

Carl Ludwig Seffner (* 19. Juni 1861 in Leipzig; † 2. Oktober 1932 ebenda) war ein deutscher Bildhauer und Medailleur.

## Leben
Carl Seffner wurde als Sohn eines Schuhmachers in Leipzig geboren und ließ sich dort zunächst als Lithograph ausbilden. Danach studierte er von 1877 bis 1883 an der Leipziger Kunstakademie bei Melchior zur Strassen. Er war daraufhin kurze Zeit in Berlin tätig, wo er 1885 bei Emil Hundrieser (1846–1911) und Karl Schuler (1847 Nürnberg – 1886 Berlin) war. Von 1886 bis 1888 hielt Seffner sich in Italien und Paris auf. Nachdem er 1889 wieder nach Leipzig zurückgekommen war, widmete er sich überwiegend der Porträtbildnerei. 1889–1893 führte er für die Universität Leipzig die Marmorbüsten von Anton Springer, Carl Thiersch, Bernhard Windscheid und Carl Ludwig aus. Die Ausführungsplastik zum Entwurf des Neuen Bachdenkmal (Enthüllung am 17. Mai 1908) datiert auf das Jahr 1896. Carl Seffner arbeitete für seine Werke mit namhaften Unternehmen zusammen, wie der Bronzebildgießerei Noack vormals Noack & Brückner in Leipzig, Hermann Gladenbeck in Berlin, Pirner & Franz sowie C. Albert Bierling in Dresden. 1899 berichtet die junge Clara Westhoff aus dem Atelier von Max Klinger, wie ihr dort von Carl Seffner verschiedene Gusstechniken beigebracht wurden. Er wird an dieser Stelle als Mitarbeiter Klingers bezeichnet. Arnold Rechberg trat 1902 als Schüler in Seffners Atelier ein. Seffner trug den Ehrentitel Geheimer Hofrat. Die Sektion Leipzig des Deutschen Alpenvereins weist in ihrer Mitgliederliste von 1901 Prof. Carl Seffner, Bildhauer als Mitglied aus.   
1895 wurde beim Umbau der Leipziger Johanniskirche das mutmaßliche Grab Johann Sebastian Bachs geöffnet. Der Anatom Wilhelm His ordnete den gefundenen Schädel Johann Sebastian Bach zu. His und Seffner entwarfen eine anatomische Rekonstruktion von Bachs Kopf. Seine Verdienste in der bildhaften Rekonstruktion brachten Seffner 1909 die medizinische Ehrendoktorwürde der Leipziger Universität ein. Aufgrund dieser Arbeit wurde ihm später die Ausführung des Neuen Bachdenkmals vor der Thomaskirche in Leipzig (1908) übertragen. Im Jahr 1895 wurde Seffner Mitglied der Leipziger Freimaurerloge Minerva zu den drei Palmen. Im Jahr 1901 wurde er zum Ehrenmitglied der Dresdner Kunstakademie ernannt.

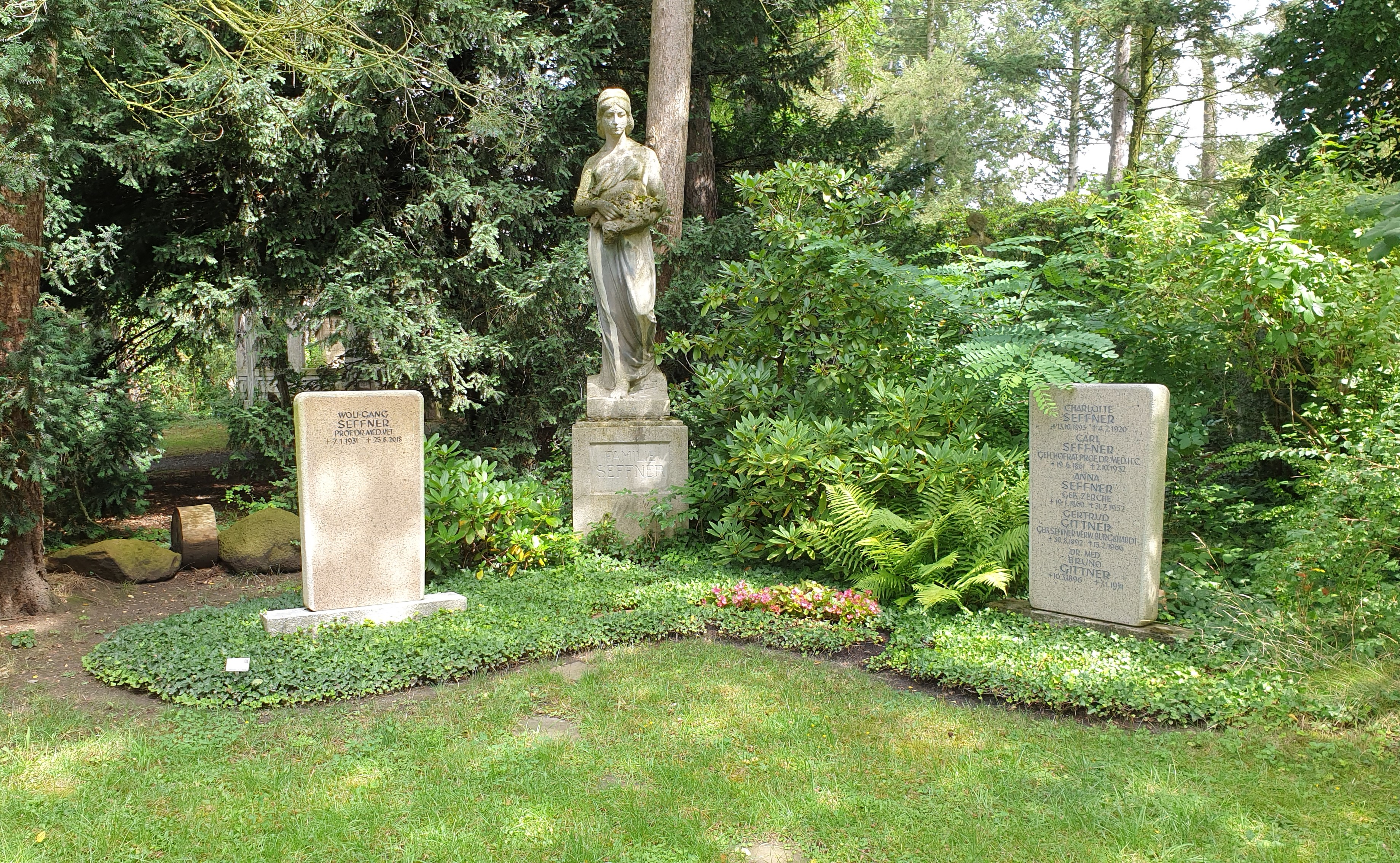
Grabstätte Familie Carl Seffner auf dem Südfriedhof in Leipzig (2024)

Carl Seffner leitete bis zu seinem Tod den Leipziger Gelehrten- und Künstlerbund Die Leoniden. Er starb im Alter von 71 Jahren am 2. Oktober 1932 in Leipzig und wurde im ursprünglich für seine Tochter bestimmten Familiengrab beigesetzt. Seine letzte Wohnadresse lautete 1932: Leipzig C I, Grassistraße 17 I. Carl Seffner wechselte in Leipzig mehrmals seinen Wohnort, denn zuvor belegen Leipziger Adressbücher bis 1932 ihn wohnhaft in der Grassistraße 32, der Ferdinand-Rhode-Straße 1a und dort zuvor in den Nr. 12 und 35, der Weststraße 8, der Blumenstraße 6 und den Nr. 30 und 48; dem Schleußiger Weg 1a und der Pestalozzistraße 1.

## Werke
Für Leipzig schuf er die Denkmäler Carl Heines (1897), Kaiser Maximilians (1897), des Bürgermeisters Carl Wilhelm Otto Koch (1899) und des jungen Goethe als Leipziger Student (1903) sowie Johann Sebastian Bachs (1908), für Jena das Denkmal Karl von Hases und für die Lutherstadt Eisleben das Ernst-Leuschner-Denkmal (1903). Von ihm stammt auch die Goethebüste (1920), die zunächst im (zweiten) Gewandhaus (Grassistraße) aufgestellt war und sich seit 1999 im Foyer des Mendelssohnsaales des (dritten) Gewandhauses (am Augustusplatz) befindet. Zur Büste von Sidonie Gröppler (1820 Thorgau – 1904 Leipzig), die Carl Seffner um 1915 schuf, gibt es keine Angaben über den Verbleib.
Weitere Werke sind eine Wandplakette Adolf Hitlers (1932),, eine Bronzeguss-Medaille 1923 zur 100. Wiederkehr des Aufenthalts Goethes in Pößneck, Thüringen, eine Marmorbüste von Wilhelm Raabe (1916), die Totenmaske Max Regers (1914) sowie eine weiße Marmorbüste Regers, eine portraitähnliche Marmorbüste von Clemens Thieme (1917), ein Medaillonbild von Georg Bötticher (1919), eine Büste Beethovens (1895), eine Büste Lessings (1909), eine weiße Marmorbüste Robert Schumanns (1910), eine weiße Marmorbüste Ernst Beckmanns (1910), eine Bronzebüste Max Klingers (1909), eine Büste des Philosophen Max Heinze (1908), ein Bronzerelief Ferdinand Zirkels (1908), eine Mädchengruppe in Plauen (1906), eine Marmorbüste Carl Schüttes (1906), eine Portraitbüste von Wilhelm Pfeffer (1905), eine Marmorbüste von Edvard Grieg (1904), eine Marmorbüste von Heinrich Lahmann (1904), „Trostspenderin“ (1904) – Granitplastik aus „einem 115 Zentner schweren Block“, eine Skulptur von Wilhelm His (1900), eine bronzene Portraitstatuette eines Knaben – Guss bei Noack & Brückner (1902), eine Gipsbüste Richard Richters (1902), eine Portraitbüste des Musikverlegers Fritz Simrock (1902), die Totenmaske König Alberts (1902), die vollständige Restaurierung der Sirene von Memphis (1901), eine Büste Mozarts (um 1900), eine Büste der Königin Carola (um 1900), eine Büste von Otto Georgi (um 1900), ein Bronzerelief „Adam und Eva“ als Geschenk an das Künstlerhaus Leipzig (1901), ein Hermenbildnis Alois Senefelders (1900), ein Hermenbildnis Friedrich Koenigs (1900), eine Marmorbüste von Wilhelm Scherer (1900), kleine Bronzeplakette mit den Gesichtszügen Georg Heinricis (1900), Portraitbildnisse Gustav Heinrich Wiedemanns, Goldschmidts („- Berlin“, vermutlich Theodor Goldschmidt), Dreydorffs (Vermutlich der Theologen Johann Georg Dreydorff), Meiners (Vermutlich Arthur Meiner) und Théodore Gouvys- (alle um 1899); eine Büste von Carl Thiersch (1899), eine Büste Ludwig Staackmanns (1899), eine Büste zum 70. Geburtstag Otto Ribbecks (1898), eine Portraitbüste eines Herrn Wickmann (1898), eine Portraitbüste von Julius Vogel (1898), ein „figürlicher belebter“ Gustav Adolf Schild (1898), eine Büste Bismarcks (1898), eine „Bachantin“ (1898), „ein humorvoll aufgefasster“ Fliegenfänger (1898), ein Marmorrelief von Wilhelm Ostwald (1898), eine Marmorbüste Bernhard Windscheids (1897), eine Portraitbüste von Benno Schmidt (1896), eine Büste des Zoologen Rudolf Leuckart (1896), ein Marmorbildnis von Gustav Heinrich Wiedemann (1895), eine Büste von Oskar von Hase (1895), eine Büste Carl Heines (1895), eine „Kinderbüste“ (1895), ein Marmorrelief „Bachus und Amor“ (1895), ein Marmorrelief „Psyche und Amor“ (1895), eine Bronzestatuette des Heiligen Sebastian (1893), eine Statuette von Paula Mark (1895), eine Marmorgruppe für ein Mausoleum in Cranzahl im Erzgebirge (1894), eine Marmorbüste von Rudolf Wachsmuth (Bankdirektor der ADCA; um 1890) und das Lothar-Streit-Denkmal im Zwickauer Schwanenteichpark (1901).
Außerdem schuf Seffner eine Vielzahl künstlerisch wertvoller Grabdenkmale auf dem Leipziger Südfriedhof, etwa für das Grab seiner Tochter Charlotte Seffner (* 13. Oktober 1893; † 4. Februar 1920), die schon mit 26 Jahren verstarb (II. Abteilung, Rabatte 164–167). 1927 schuf Seffner das Grab für Gustav von Philipp. Nicht zu vergessen ist auch die Büste für Ferdinand Goetz, die sich im Garten des Goetz-Hauses befindet.

König-Albert-Denkmal für Chemnitz
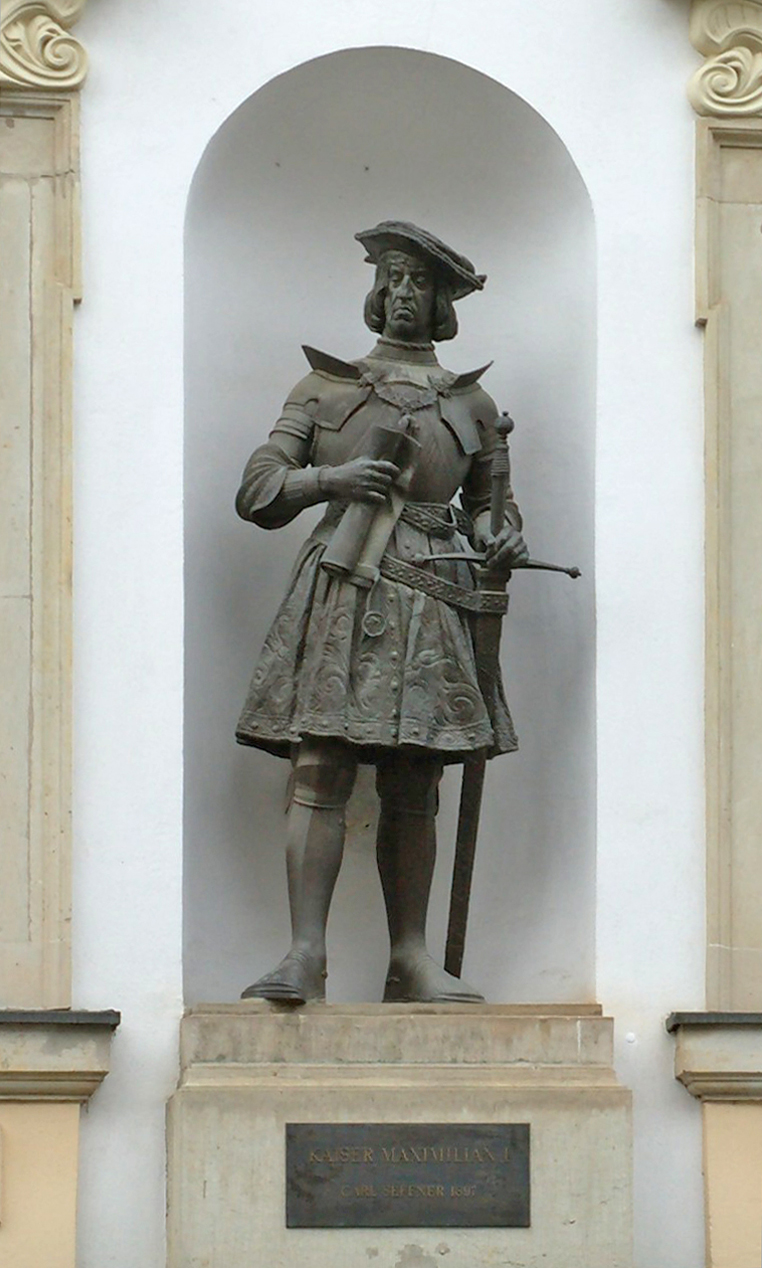
Bronzestatue Maximilian I. am Städtischen Kaufhaus (2012)
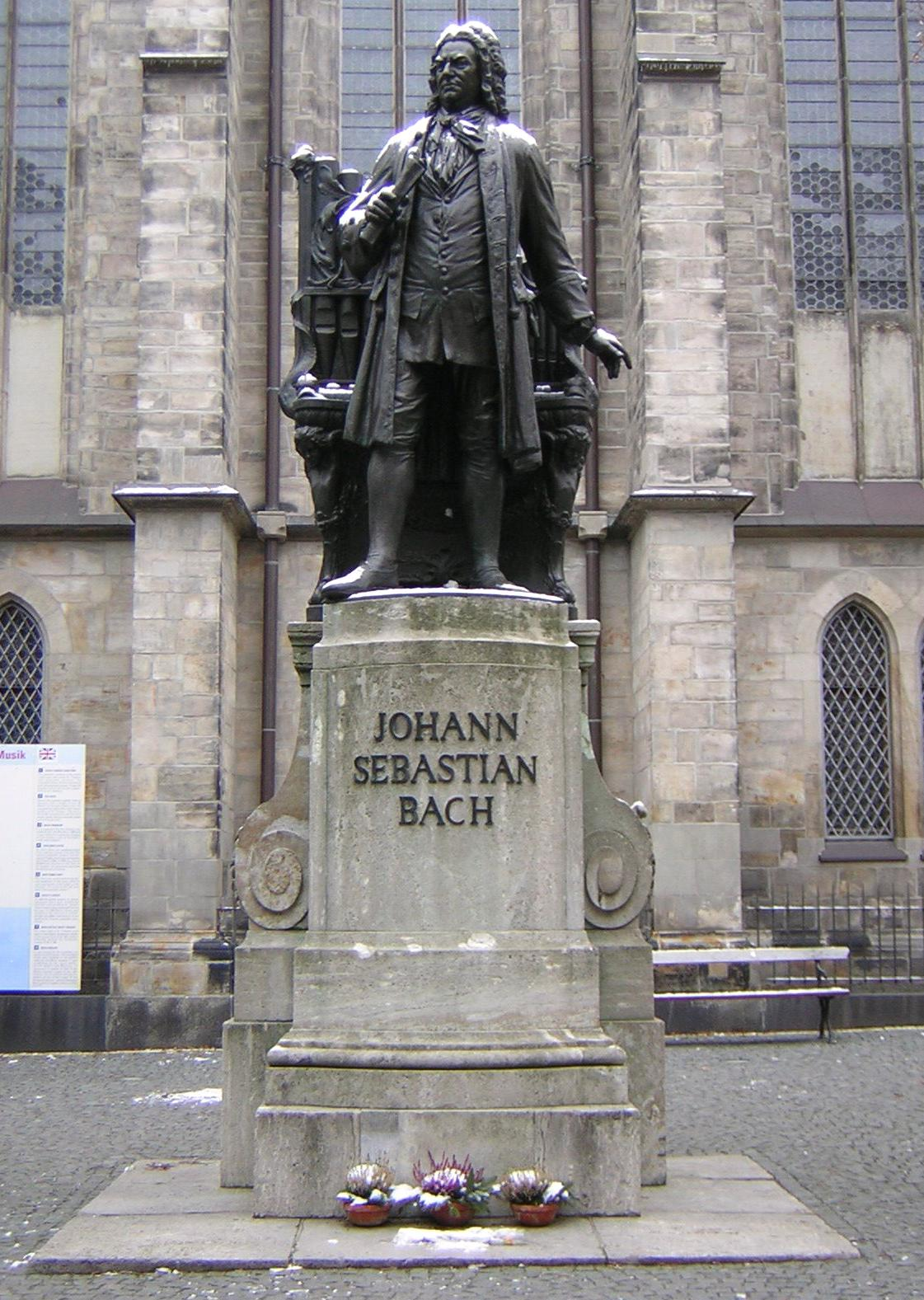
Neues Bachdenkmal in Leipzig
Büste König Friedrich August von Sachsen (1906), Marmor
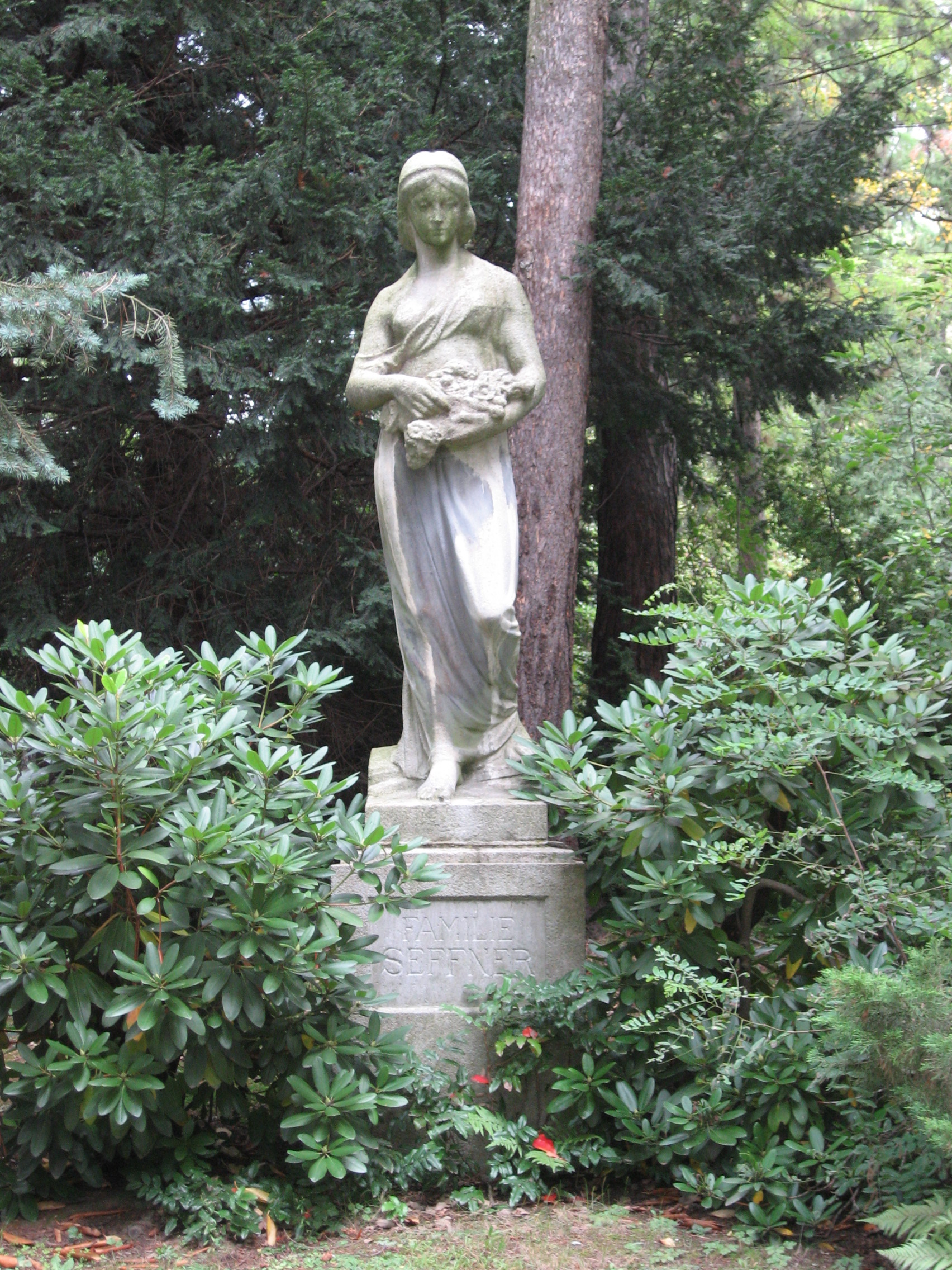
Seffners von ihm selbst geschaffenes Grabdenkmal auf dem Leipziger Südfriedhof
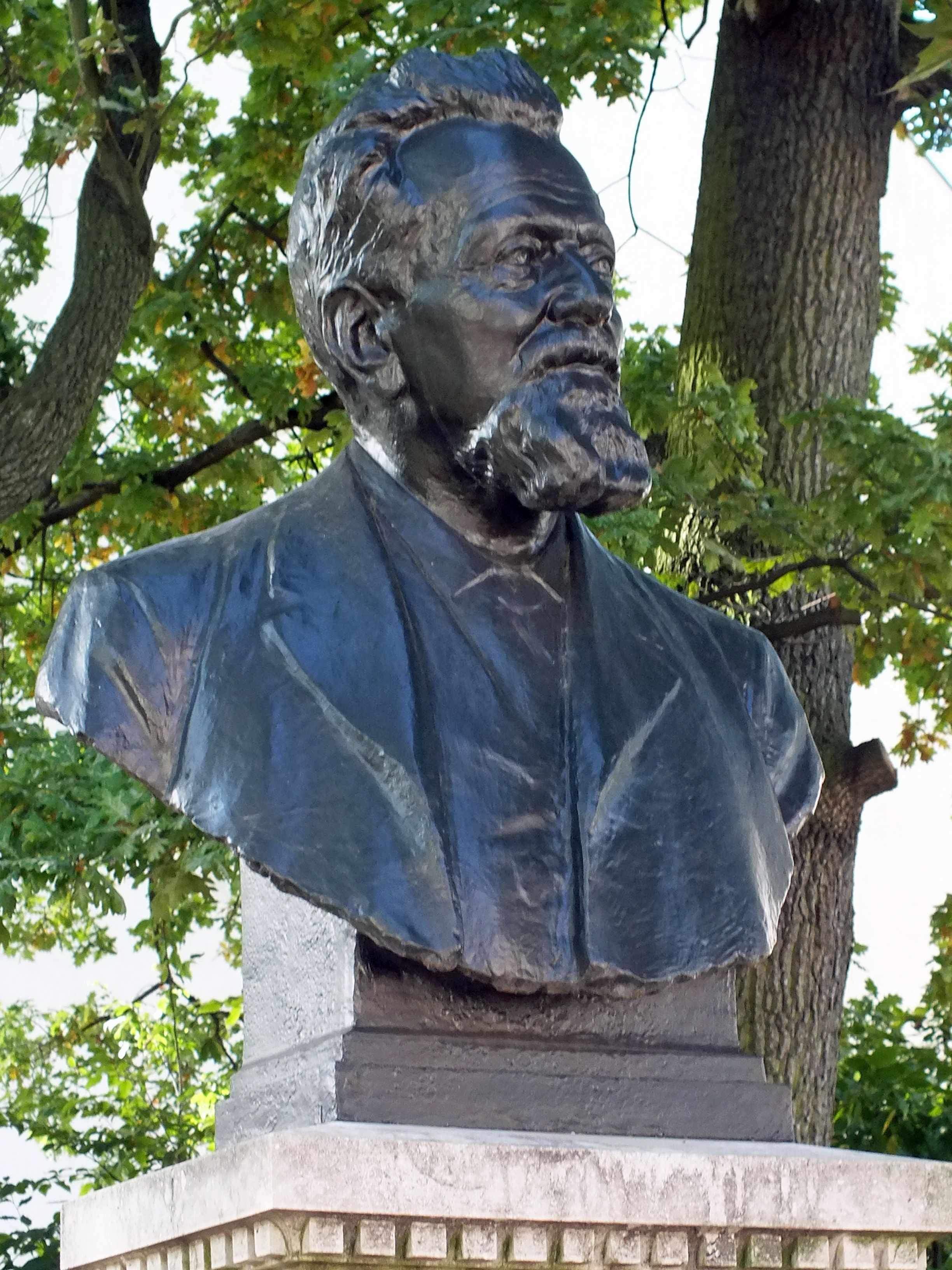
Ferdinand-Goetz-Büste